# Sportovní unie Českolipska
Sportovní unie Českolipska je občanské sdružení, regionální složka Česká unie sportu s působností pro okres Česká Lípa, nástupnická organizace OV ČSTV Česká Lípa. 

## Vznik organizace
Občanské sdružení se zaregistrovalo u Ministerstva vnitra České republiky dne 15. prosince 1997.

## Zastřešuje
Pod touto organizaci je sdruženo několik desítek sportovních klubů, oddílů sdružených v 104 registrovaných jednotách, z třicítky sportovních odvětví. 

## Centrála
Kanceláře byly do roku 2010 na adrese Mánesova 1580, Česká Lípa. Nyní zde zůstala kancelář jen TJ Lokomotiva Česká Lípa, kdežto Sportovní unie Českolipska a sousedící Okresní fotbalový svaz se přestěhovaly nad náměstí do Žižkovy ulice 231, II. patro. 